# Football Club Flora
Football Club Flora é um clube estoniano de futebol, fundado em 1990, com sede em Tallinn.
É o maior vencedor da Meistriliiga, com 13 títulos. Venceu ainda 8 edições da Copa da Estônia e outras 11 da Supercopa, sendo também um dos 2 clubes que nunca foram rebaixados para a segunda divisão estoniana. Em agosto de 2021, ao se classificar para a fase de grupos da Liga Conferência Europa da UEFA de 2021–22, tornou-se o primeiro clube de seu país a obter a classificação à fase principal de uma competição de clubes da UEFA.

## Títulos
| Nacionais | Nacionais            | Nacionais | Nacionais                                                                                         |
|           | Competições          | Títulos   | Temporadas                                                                                        |
| --------- | -------------------- | --------- | ------------------------------------------------------------------------------------------------- |
| Estónia   | Campeonato Estoniano | 15        | 1993–94, 1994–95, 1997–98, 1998, 2001, 2002, 2003, 2010, 2011, 2015, 2017, 2019, 2020, 2022, 2023 |
| Estónia   | Copa da Estônia      | 8         | 1994–95, 1997–98, 2007–08, 2008–09, 2010–11, 2012–13, 2015–16, 2019–20                            |
| Estónia   | Supercopa da Estônia | 11        | 1998, 2002, 2003, 2004, 2009, 2011, 2012, 2014, 2016, 2020, 2021                                  |
| Total     |                      |           |                                                                                                   |
| No image  | Títulos totais       | 34        | 34 Nacionais                                                                                      |

## Elenco atual
Última atualização: 5 de maio de 2025.